# Olympische Sommerspiele 1904/Radsport
Bei den III. Olympischen Spielen 1904 in St. Louis wurden sieben Wettbewerbe im Radsport ausgetragen. Diese fanden vom 2. bis 5. August im Stadion Francis Field statt.
Insgesamt standen 25 Rennen auf dem Programm, wobei 15 Amateuren vorbehalten waren. Das IOC betrachtet sieben Rennen der Amateure als olympische Wettbewerbe. Sämtliche Teilnehmer waren US-Amerikaner. Schon zu Beginn des 20. Jahrhunderts waren Rennen auf Zementbahnen üblich. In St. Louis jedoch war nur eine staubige Aschenbahn vorhanden, was bei den Fahrern auf Kritik stieß. Alle Rennen waren Männern vorbehalten.

## Bilanz

### Medaillenspiegel
| Platz  | Land               | Gold | Silber | Bronze | Gesamt |
| ------ | ------------------ | ---- | ------ | ------ | ------ |
| 1      | Vereinigte Staaten | 7    | 7      | 7      | 21     |
| Gesamt | Gesamt             | 7    | 7      | 7      | 21     |

### Medaillengewinner
| Disziplin    | Gold           | Silber           | Bronze           |
| ------------ | -------------- | ---------------- | ---------------- |
| Bahnradsport |                |                  |                  |
| ¼ Meile      | Marcus Hurley  | Burton Downing   | Teddy Billington |
| ⅓ Meile      | Marcus Hurley  | Burton Downing   | Teddy Billington |
| ½ Meile      | Marcus Hurley  | Teddy Billington | Burton Downing   |
| 1 Meile      | Marcus Hurley  | Burton Downing   | Teddy Billington |
| 2 Meilen     | Burton Downing | Oscar Goerke     | Marcus Hurley    |
| 5 Meilen     | Charles Schlee | George Wiley     | Arthur Andrews   |
| 25 Meilen    | Burton Downing | Arthur Andrews   | George Wiley     |

## Ergebnisse Bahnradsport

### ¼ Meile (402,33 m)
| Platz | Land | Athlet           | Zeit   |
| ----- | ---- | ---------------- | ------ |
| 1     | USA  | Marcus Hurley    | 31,8 s |
| 2     | USA  | Burton Downing   | k. A.  |
| 3     | USA  | Teddy Billington | k. A.  |
| 4     | USA  | Oscar Goerke     | k. A.  |

Datum: 3. August 1904
Vier Vorläufe waren nötig, um unter den elf Fahrern acht Halbfinalisten zu ermitteln. Die zwei Besten der Halbfinalrennen qualifizierten sich für das Finale. Sieger Marcus Hurley hatte im Ziel einen Vorsprung von 1½ Radlängen.

### ⅓ Meile (536,45 m)
| Platz | Land | Athlet           | Zeit   |
| ----- | ---- | ---------------- | ------ |
| 1     | USA  | Marcus Hurley    | 43,8 s |
| 2     | USA  | Burton Downing   | k. A.  |
| 3     | USA  | Teddy Billington | k. A.  |
| 4     | USA  | Charles Schlee   | k. A.  |

Datum: 4. und 5. August 1904

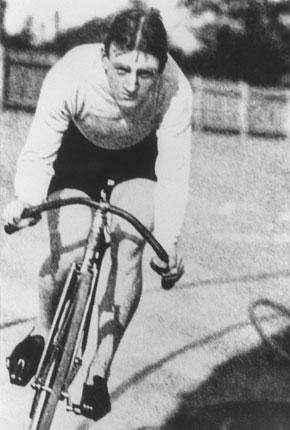
Marcus Hurley

Auch hier waren elf Fahrer am Start, die vier Vorläufe bestritten. Zwei der Vorläufe mussten wegen Regens um einen Tag verschoben werden. Die beiden Schnellsten der Halbfinalrennen zogen ins Finale ein. Marcus Hurley gewann mit einer Radlänge Vorsprung.

### ½ Meile (804,67 m)
| Platz | Land | Athlet           | Zeit       |
| ----- | ---- | ---------------- | ---------- |
| 1     | USA  | Marcus Hurley    | 1:09,0 min |
| 2     | USA  | Teddy Billington | k. A.      |
| 3     | USA  | Burton Downing   | k. A.      |
| 4     | USA  | George Wiley     | k. A.      |

Datum: 2. August 1904
Das Teilnehmerfeld von 16 Fahrern wurde in vier Vorläufen auf die Hälfte reduziert. Wiederum qualifizierten sich die beiden Schnellsten für das Finale. Marcus Hurley setzte sich mit 1½ Radlängen Vorsprung durch.

### 1 Meile (1609,34 m)
| Platz | Land | Athlet           | Zeit       |
| ----- | ---- | ---------------- | ---------- |
| 1     | USA  | Marcus Hurley    | 2:41,6 min |
| 2     | USA  | Burton Downing   | k. A.      |
| 3     | USA  | Teddy Billington | k. A.      |
| 4     | USA  | Oscar Goerke     | k. A.      |

Datum: 5. August 1904
Acht Teilnehmer waren gemeldet, weshalb die Vorläufe entfallen konnten. Die beiden Schnellsten der Halbfinalrennen stießen ins Finale vor. Wieder gewann Marcus Hurley, dieses Mal mit fünf Radlängen Vorsprung.

### 2 Meilen (3218,68 m)
| Platz | Land | Athlet           | Zeit       |
| ----- | ---- | ---------------- | ---------- |
| 1     | USA  | Burton Downing   | 4:57,8 min |
| 2     | USA  | Oscar Goerke     | k. A.      |
| 3     | USA  | Marcus Hurley    | k. A.      |
| 4     | USA  | Teddy Billington | k. A.      |

Datum: 3. August 1904
Alle 13 Fahrer starteten gleichzeitig. Der in Führung liegende Marcus Hurley rutschte in der letzten Kurve weg und musste zwei Konkurrenten vorbeiziehen lassen. Burton Downing gewann mit vier Fuß (ca. 1,20 m) Vorsprung auf Oscar Goerke.

### 5 Meilen (8046,57 m)
| Platz | Land | Athlet          | Zeit        |
| ----- | ---- | --------------- | ----------- |
| 1     | USA  | Charles Schlee  | 13:08,2 min |
| 2     | USA  | George Wiley    | k. A.       |
| 3     | USA  | Arthur Andrews  | k. A.       |
| 4     | USA  | Julius Schaefer | k. A.       |

Datum: 5. August 1904
Die genaue Anzahl Fahrer ist nicht überliefert, doch waren es mindestens zehn. Die meistgenannten Favoriten wurden in einen durch Unachtsamkeit verursachten Massensturz verwickelt. Charles Schlee konnte rechtzeitig ausweichen und gewann schließlich vor George Wiley mit fünf Radlängen Vorsprung.

### 25 Meilen (40,225 km)
| Platz | Land | Athlet         | Zeit  |
| ----- | ---- | -------------- | ----- |
| 1     | USA  | Burton Downing | k. A. |
| 2     | USA  | Arthur Andrews | k. A. |
| 3     | USA  | George Wiley   | k. A. |
| 4     | USA  | Samuel LaVoice | k. A. |

Datum: 5. August 1904
Von den zehn gestarteten Fahrern beendeten nur vier das Rennen. Burton Downing setzte sich im Spurt und mit 1½ Radlängen Vorsprung gegen Arthur Andrews durch. George Wiley, der Drittplatzierte, erhielt einen Sonderpreis: Er hatte während 35 Runden geführt.